# Iwan Sogijainen
Iwan Iwanowicz Sogijainen (ros. Иван Иванович Согияйнен, ur. 1914 w miejscowości Sołoduchino w guberni sankt-petersburskiej, zm. 19 stycznia 1980) – radziecki polityk.

## Życiorys
Ukończył technikum budowy maszyn w Leningradzie i zaocznie Wyższą Szkołę Partyjną przy KC WKP(b), od 1941 działał w WKP(b), 1942-1943 kierował Wydziałem Młodzieży Robotniczej KC Komsomołu Karelo-Fińskiej ASRR, a 1943-1947 był instruktorem i organizatorem odpowiedzialnym Wydziału Organizacyjno-Instruktorskiego KC Komunistycznej Partii (bolszewików) Karelo-Fińskiej SRR. Od 1947 do 1950 kierował Wydziałem Organizacyjno-Instruktorskim Komitetu Miejskiego tej partii w Pietrozawodsku, w 1950 był I sekretarzem partyjnego komitetu rejonowego w Kalewali, a 1950-1953 zastępcą przewodniczącego Rady Ministrów Karelo-Fińskiej SRR. Od 1954 do 1963 był przewodniczącym komitetu wykonawczego priażyńskiej rady rejonowej, od 12 kwietnia 1955 do 20 sierpnia 1956 przewodniczącym Rady Najwyższej Karelo-Fińskiej SRR, a od 20 sierpnia 1956 do 1959 przewodniczącym Rady Najwyższej Karelskiej ASRR.